# 1623 Vivian
1623 Vivian este un asteroid din centura principală, descoperit pe 9 august 1948, de Ernest Johnson.